# Feyli
Feyli (również Fayli lub Faili) – jeden z południowych dialektów języka kurdyjskiego. Można go spotkać w południowym oraz wschodnim kurdystanie (np. we wschodniej części Iraku w regionie miasta Chanakin w prowincji Dijala przy granicy iracko-irańskiej, w ostatnie Ilam w zachodnim Iranie (przy granicy z Irakiem). Dialektu tego używają Kurdowie Feyli (ang. Feyli Kurds).
Słowo Feyli pochodzi od słowa "Pahlehi", które oznacza "związany z Pahleh". Dialekt Feyli ma wiele cech wspólnych z dialektami kurmandżi oraz sorani.